# Anna Fort i Comas
Anna Fort Comas (Barcelona, 27 de maig del 1934) va ser una pianista (activa entre els anys 50 i els noranta), compositora i professora de piano, cant i solfeig. Entre les seves obres per a piano destaquen Homenatge a Catalunya (suite de sis peces), Primavera, Per què?. I entre les orquestrals: Concert per a piano i acordió, un ballet inspirat en un dels olis d'Alejandrina; música de fons en un curtmetratge inspirat en Barcelona, i finalment, la seva obra cabdal, la cantata per a cor i piano Viaje interminable, inspirada en el descobriment d'Amèrica.

## Obres
- Enyorant Sitges
- Fantasia núm. 1
- La meva dansa
- Les flors i tu
- No em diguis adéu
- No tardes mas
- Quant te'n vas
- Racó de la calma
- Ronda bolero español
- Temps de vals núm. 2
- A la memòria del meu Pare
- Angelina
- Cançó de bressol Nº 2
- Carrer de Tutimaris
- Coses de Collbató
- Dansa núm. 4
- El barret del senyor Pi
- El sueño del pastorcillo
- El útimo viaje
- Y me dices adiós
- Ballet
- Concert en re menor, per a orquestra i guitarra solista
- Homenatge a Catalunya, suite de sis peces per a piano
- Música de fons per un curtmetratge ambientat a Barcelona
- Per què?, per a piano
- Primavera, per a piano
- Viaje interminable (1992), cantata per a cor i piano inspirada en el descobriment d'Amèrica

### Sardanes
- Adéu mestre
- Aquell abril (1951), enregistrada en l'LP Les millors sardanes 1 per la Cobla Municipal Ciutat de Barcelona (Barcelona: Ediciones Fonográficas, 1975, ref. Olympo L-371)
- El barret del senyor Pi (1957)
- Bella Egara (1953), enregistrada en l'LP Sardanes per a tot Catalunya per la Cobla Municipal Ciutat de Barcelona (Barcelona: Belter, 1975, ref. 23.073)
- Camí del cel (1952), dedicada a Vicenç Bou, enregistrada en l'LP Sardanes a la plaça per la Cobla Municipal Ciutat de Barcelona (Barcelona: Belter, 1974, ref. 23.003)
- Cant a la mare (1952), enregistrada en senzill per la cobla Selvatana (ref. LS01)
- Coses de Collbató (1978)
- Lluna d'amor (1951), enregistrada cantada per Salomé, autora també de la lletra, en l'L.P. Sardanes cantades Barcelona: Belter, 1971 (reimpressió en D.C. El millor de Salomé Barcelona: Divucsa, 1995 ref. BNC 31815). També enregistrada per la Principal de la Bisbal en l'E.P. Sardanas 21 Barcelona: Discophon, 1966 ref. 27474 (reeditada en D.C. L'encís de la sardana 3 Barcelona: Divucsa, 1995 ref. 31743).
- Marta (1987)
- La meva dansa
- Mirant al cel
- Recordant Begur (1953)
- Roser
- El somni del pastoret (1951)
- Tot ballant la meva dansa (1952)[4]